# دشت سلطان أباد تشهار (كوهستان)
دشت سلطان أباد تشهار (بالإنجليزية: Dasht-e Soltanabad-e Chahar)‏ هي قرية تقع في إيران في فارس. يقدر عدد سكانها بـ 61 نسمة .